# Sveriges ambassad i Seoul
Sveriges ambassad i Seoul är Sveriges diplomatiska beskickning i Sydkorea som är belägen i landets huvudstad Seoul. Beskickningen består av en ambassad, ett antal svenskar utsända av Utrikesdepartementet (UD) och lokalanställda. Ambassadör sedan 2024 är Karl-Olof Andersson.

## Ambassaden
I december 2008 flyttade ambassaden sina kontor från Gwanghwamun till sin nuvarande plats vid Namdaemun mellan Seoul Station och Namdaemuns marknad. Ambassadörens residens ligger vid sluttningen till berget Bukhan i området Seongbuk i norra delen av centrala Seoul. Utöver ambassadören arbetar två utsända diplomater, en representant för Svenska exportrådet samt sju lokalanställda vid ambassaden. Svenska exportrådet har dock egna lokaler i Myeong-dong, två stationer bort med tunnelbanan.

## Residenset
Ambassadörsresidenset i cirka fem kilometer norr om centrala Seoul i ett mycket kuperat område med utsikt över huvudstaden. I området finns enbart villabebyggelse och i närområdet ligger ett 40-tal länders residens. Själva tomten bebyggdes och var inflyttningsklart i juni 1994. Arkitekt var Gunnar Mattsson, Mattsson & Wik arkitektkontor och koreansk arkitekt var Seung Kyo Dm', Hwan Kyung Group.

## NNSC
Sverige har även officiell representation vid gränsen mellan Nord- och Sydkorea i den så kallade "demilitariserade zonen" (DMZ). Sverige ingår tillsammans med Schweiz i Neutrala nationernas övervakningskommission (NNSC) med uppdrag att övervaka USA:s och FN:s aktiviteter vid gränsen och se till att stilleståndsavtalet från 1953 följs. För närvarande är fem svenska officerare stationerade i Panmunjom vid 38:e breddgraden på det enda ställe där Nord och Syd möts.

## Beskickningschefer
| Namn                  | Period    | Funktion   | Anmärkning                                |
| --------------------- | --------- | ---------- | ----------------------------------------- |
| Tage Grönwall         | 1959–1960 | Envoyé     | Sidoackrediterad från ambassaden i Tokyo. |
| Tage Grönwall         | 1960–1962 | Ambassadör | Sidoackrediterad från ambassaden i Tokyo. |
| Karl Fredrik Almqvist | 1963–1970 | Ambassadör | Sidoackrediterad från ambassaden i Tokyo. |
| Gunnar Heckscher      | 1970–1975 | Ambassadör | Sidoackrediterad från ambassaden i Tokyo. |
| Bengt Odevall         | 1975–1979 | Ambassadör | Sidoackrediterad från ambassaden i Tokyo. |
| Karl Wärnberg         | 1979–1982 | Ambassadör |                                           |
| Johny Wingstrand      | 1983–1987 | Ambassadör |                                           |
| Christer Sylvén       | 1987–1992 | Ambassadör |                                           |
| Hans Fredrik Grönwall | 1992–1996 | Ambassadör |                                           |
| Sture Stiernlöf       | 1996–2000 | Ambassadör |                                           |
| Bo Lundberg           | 2000–2003 | Ambassadör |                                           |
| Harald Sandberg       | 2003–2005 | Ambassadör |                                           |
| Lars Vargö            | 2006–2011 | Ambassadör |                                           |
| Lars Danielsson       | 2011–2015 | Ambassadör |                                           |
| Anne Höglund          | 2015–2018 | Ambassadör |                                           |
| Jakob Hallgren        | 2018–2021 | Ambassadör |                                           |
| Daniel Wolvén         | 2021–2024 | Ambassadör |                                           |
| Karl-Olof Andersson   | 2024–idag | Ambassadör |                                           |